# 香港夜市

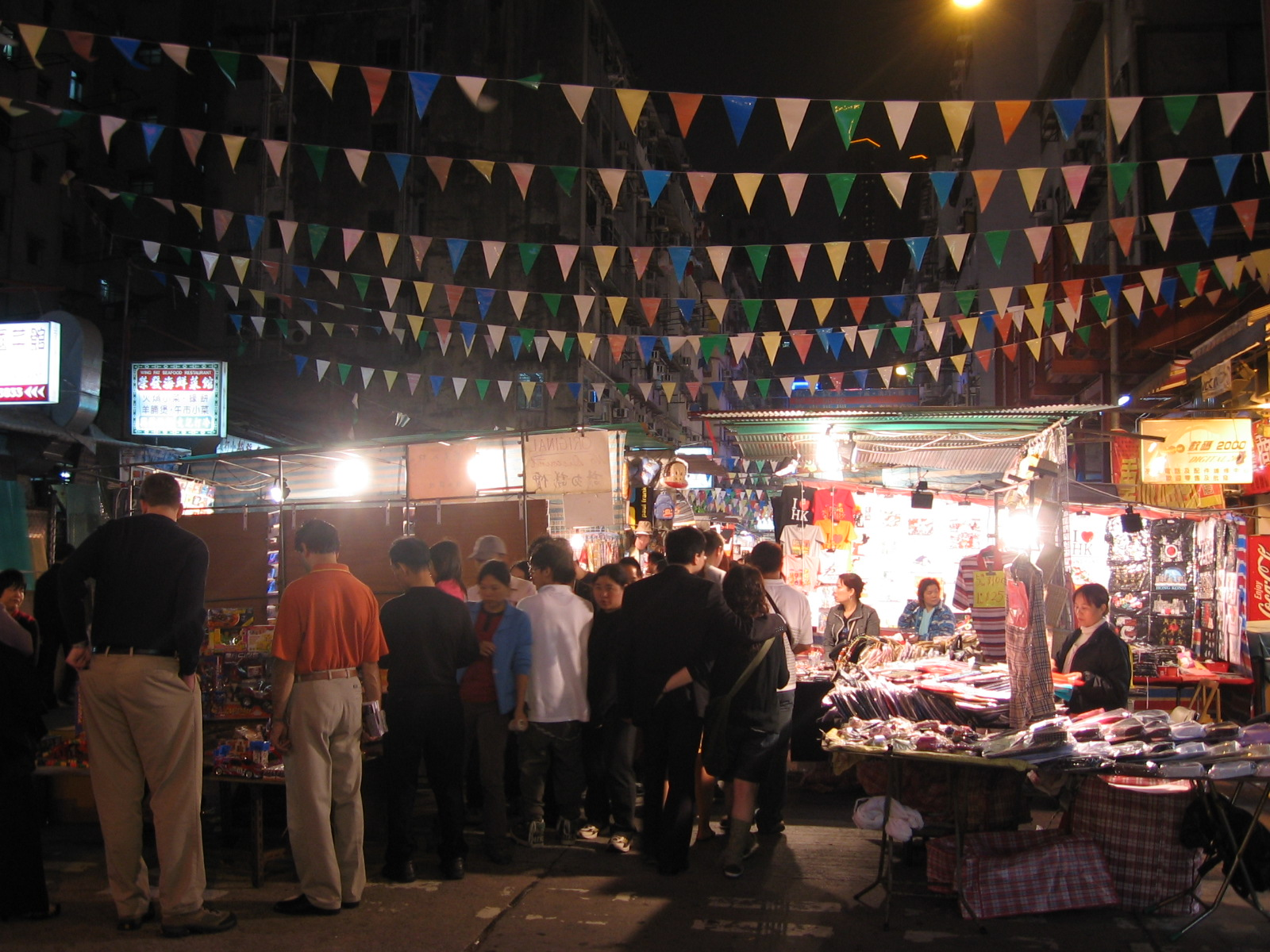
廟街夜市

夜市指於夜間做買賣的市場，售賣商品包括飲食類、服飾類、雜貨類等，亦可以提供遊戲或服務。世界各地設有不同規模，不同類型的夜市，每個地方的夜市可展現出獨特的文化，本條目主要介紹香港的夜市。

## 與鄰近地區夜市差異
鄰近地區包括台灣、泰國、新加坡及中國大陸等均設有夜市，和香港夜市的一個最大分別是，鄰近地區夜市的顧客群以遊客為目標，而香港本地夜市如桂林街夜市及中環夜市卻吸引了大量本土居民，並非以遊客為目標顧客群。

## 定點夜市

### 西灣河太安樓
位於香港島西灣河的太安樓被譽為香港最有名的夜市，為光顧香港地道小食(粵語俗稱「掃街」)的不二之選，吸引不少本地及外國遊客前往。

### 上環大笪地
大笪地原意指一片大空地，在香港代表了早期的夜市。
六十年代起，一直被稱為「平民夜總會」，其後式微，漸漸絕跡。2002年9月港府為了振興本土經濟，重開「上環大笪地」，以跳蚤市場作招徠。但在短短一年時間，攤檔由初期的三百多戶減至二十多戶，多名小商戶因承辦商拖欠政府半年租金而面臨被逼遷和倒閉的命運。2004年2月，政府再以本土經濟發展項目之名，重新為上環大笪地招標，最終因為承辦商「失蹤」兼欠租，計劃胎死腹中。

### 旺角女人街

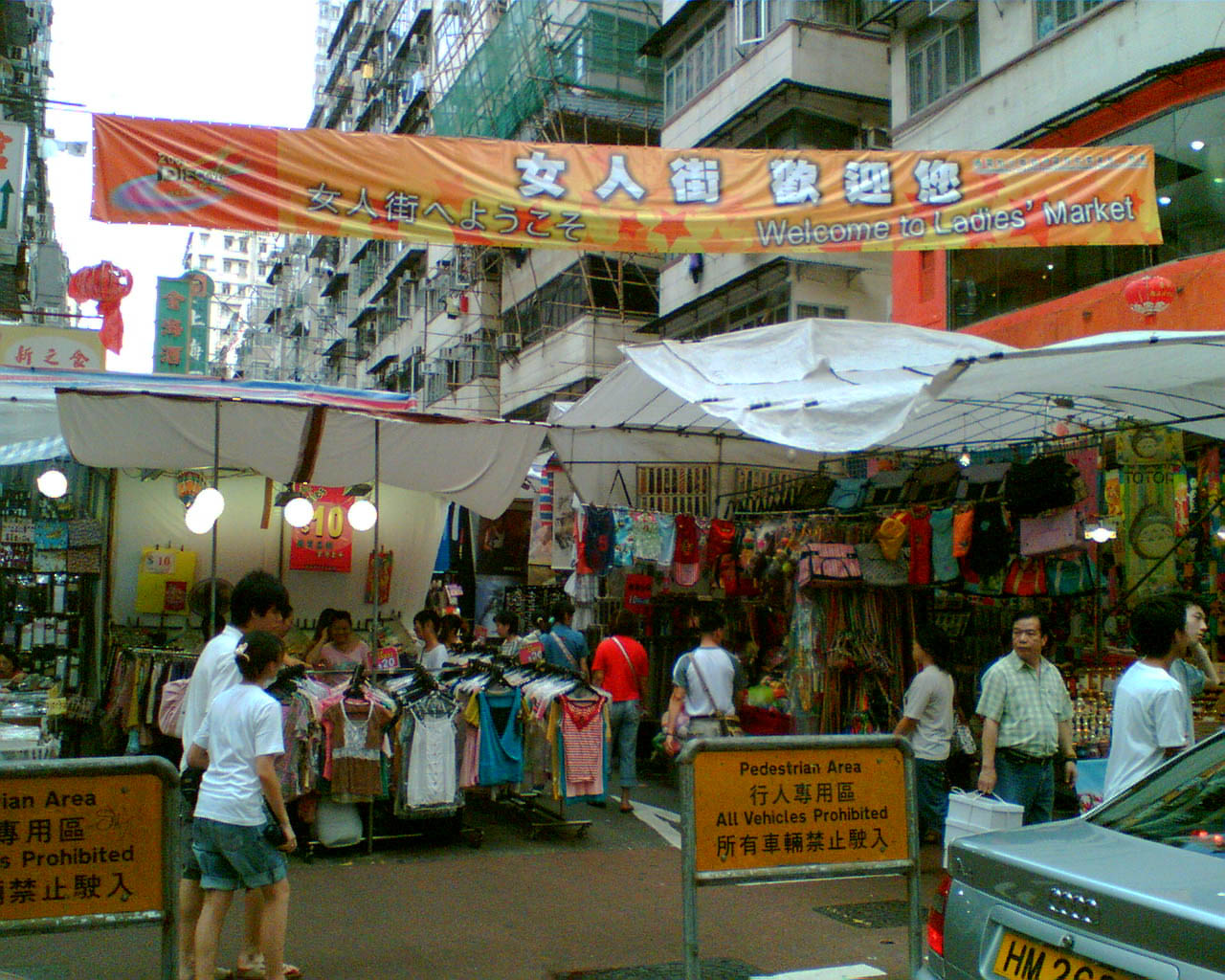
旺角女人街

70年代，香港有很多小販於路邊無牌經營，政府為將他們規範化，於1975年起於九龍的20個地點推行「小販認可區」計劃，女人街除了是首個獲准成立的小販認可區，至今更成為了香港著名旅遊景點。
女人街屬於服飾及雜貨類的夜市，早期以售賣女性偏好商品為主，因而得名。作為旅遊景點，女人街並不只限於晚上開放，而是全日營業，方便遊客來訪。
由於女人街屬定點夜市，長期開放，因此香港本地居民已視之為平常景點，而且攤檔價格較一般小販甚至部分商店高，顧客以遊客為主。

### 油麻地廟街
廟街以售賣平價貨的夜市而聞名，屬於飲食、服飾、雜貨及服務類的夜市，時至今日，廟街夜市裡較知名的是poo相命理服務攤檔或小鋪。
由於廟街屬定點夜市，而且長期開放，因此香港本地居民已視之為平常景點，但由於廟街擁有大量而集中的星相命理服務，因此顧客並不只以遊客為主。
2023年，為配合香港夜繽紛項目，香港旅遊發展局將廟街打造成一個集多國特色的美食夜市，展現香港的多元文化。

### 深水埗玉石市場
九龍深水埗通州街深水埗玉石市場是2005年設立的玉器市場。在玉石市場成立之前，深水埗鴨寮街及長沙灣道一帶有百多位玉石小販以地攤形式營業，玉石愛好者喜愛在巷中尋幽探秘，而滿身掛滿玉器的小販便與熙來攘往的行人構成獨特的市集風貌。「深水埗玉石市場」的成立為玉石小販及玉石愛好者提供一個既舒適又方便的交易平台。

## 流動夜市

### 元創方中環夜市
元創方中環夜市於2014年4月25日在元創方PMQ中央廣場首次舉行，就商品以言，屬於飲食、服飾、雜貨類的夜市，但與一般夜市不同，元創方中環夜市標榜的是藝術與文化，店舖商品主要為推廣小手作、本地藝術，亦有現場樂隊在場表演。
由於元創方中環夜市屬流動夜市，只於4月至12月指定日子舉行，因此較能吸引本地居民到訪，顧客以香港居民為主。夜市食物以不同國家美酒、精緻小食為主，串燒、咖哩、薄餅等，價錢不算便宜。
2015年5月，元創方中環夜市首次新增魔術環節，第九屆香港公開舞台魔術大賽冠軍得主Nero Cam親臨現場作近距離表演。

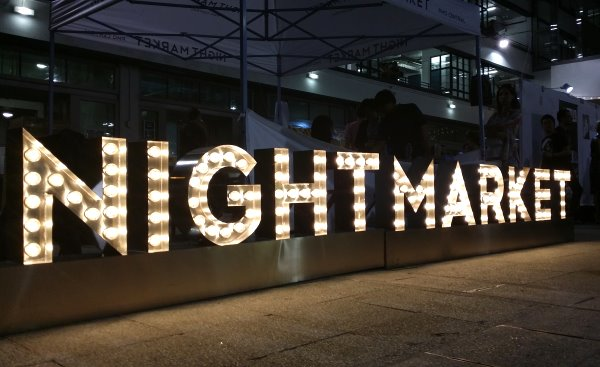
PMQ Night Market

### 深水埗桂林街
深水埗桂林街夜市又被稱為「桂林夜市」，可追溯至北河戲院旁之流動小販，屬於飲食類的夜市，主要售賣香港傳統小食，只於農曆新年期間出現，即大約年三十晚至年初三。
深水埗桂林街夜市並非政府認可夜市，2014年擺賣期間經廣泛討論及報導後，因此曾受到食環處掃蕩。
由於深水埗桂林街夜市只在特定日子出現，因此較能吸引香港本地居民到訪，顧客以本地居民為主。

### 青衣戲棚
屬於大型傳統節慶活動，設於青衣青綠街市政大廈旁邊空地。於每年農曆三、四月舉行，目的是慶祝「真君大帝寶誕」（農曆三月十二至十六）以及「天后寶誕」（農曆四月初一至初五）。。青衣戲棚除了有粵曲表演以外，旁邊的空地亦設有數十個傳統小吃攤檔，主要售賣傳統糖藝及各式懷舊小食，糖蔥餅、叮叮糖、舊式夾餅等。新式小食鯛魚燒、芝士薯波、章魚小丸子及西班牙油條churros、椰皇及原隻西瓜汁等。

### 大埔戲棚
屬於大型傳統節慶活動，設於大埔天后宮風水球場。每逢農曆三月廿三日天后誕前後，都會舉行天后寶誕。與青衣戲棚一樣，除了大戲，亦有舞蹈、武術表演、傳統獅藝選拔賽及盤菜宴。台下亦設有多個小食攤檔。例如，手製雪條、串燒、特色炸物、糖葱餅、白糖糕、砵仔糕、芒果布甸及蛋型大菜糕等。

### 西貢戲棚
雖同樣慶祝天后寶誕，但西貢戲棚與上述兩地的戲棚不同。由於需遷就戲班檔期，故一般會定於每年5月至6月間舉行，為期五日。每年舉行日期並非固定，主要由西貢街坊值理會擇日決定於哪個星期四至星期一舉行，而正誕日子安排於星期日。由於戲棚位置設於西貢天后廟前，由廟前延伸至對面的萬宜遊樂場籃球場，並佔用一部份宜春街路面，故此戲棚舉行期間西貢市內將會封閉該球場及實施特別交通安排。
往年的西貢戲棚除演出粵劇外，附近攤檔主要售賣各式小手工及少量小食(如吹波糖，糖蔥餅)，2015年醮期起將西貢街市對開一段宜春街路面劃為各式小食攤檔，引進串燒、特色燒/炸物、紅酒、特飲等特色飲食，打造成西貢夜市，吸引大量市民到訪。適逢2016年為西貢天后廟重修100周年，故2016年除原本醮期外，更於11月再次搭棚慶祝，為引進各式小食攤檔以來首次一年兩度舉行。2017年醮期再改回售賣各種西貢特色貨品及其他小食，而熟食檔則於當年不復見，至2018及19年醮期才再次引入。2019年醮期更首次將萬年街口至天后廟前一段宜春街劃為特色貨品區，及擺放多張臨時枱櫈予市民飲食及小休用。

### 旺角夜市
旺角夜市在彌敦道兩旁的西洋菜街和砵蘭街（在朗豪坊外圍，又名為朗豪夜市），屬於飲食、服飾、雜貨類的夜市，主要售卖香港传统小食、小手作、本地艺术，只于农历新年期间出现，即大约年三十晚至年初三。
旺角夜市并非政府认可夜市，因此曾受到食环处扫荡，在2016年因捍衛節日擺檔與警方爭執引申至爆發魚蛋革命。

### 上水夜市
上水夜市在彩園邨 , 石湖墟及龍琛路一帶設夜市, 屬於飲食、服飾、雜貨類的夜市，主要售卖香港传统小食、小手作、本地艺术，只于农历新年期间出现，即大约年三十晚至年初三。
上水夜市并非政府认可夜市，因此曾受到食环处扫荡 , 在2014年的上水站與彩園邨天橋之間跟食環處發生嚴重爭執